# Paul Bremer
Lewis Paul Bremer III (Hartford (Connecticut), 30 september 1941) is een Amerikaanse topdiplomaat en bestuurder.

## Biografie
President Ronald Reagan benoemde in 1983 Bremer als ambassadeur in Nederland. In deze tijd stond Nederland onder druk van de Amerikanen om kruisraketten te plaatsen. Honderdduizenden mensen protesteerden in Amsterdam en Den Haag tegen de komst van de raketten, maar Bremer slaagde er met een geduldige aanpak in begrip voor het Amerikaanse standpunt te wekken. 
In 1999 werd hij de leider van de afdeling antiterrorisme van het Amerikaanse ministerie van Buitenlandse Zaken. President Bush benoemde Bremer in juni 2002 vervolgens tot adviseur van het toen net opgerichte 'superministerie' voor binnenlandse veiligheid. 
Van mei 2003 tot 28 juni 2004 was hij bestuurder van Irak namens de Coalition Provisional Authority. Een van de eerste acties die hij ondernam was het ontslaan van ongeveer 500.000 Irakese overheidsmedewerkers waardoor een redelijk draaiend overheidsapparaat in korte tijd werd gezuiverd van leden van de Iraakse Ba'ath-partij. Het stelde de Verenigde Staten in staat om maatregelen te treffen die ertoe moesten leiden dat Irak in sneltreinvaart een sterker democratisch gehalte kreeg, op westerse leest geschoeid op basis van de ideeën van de uiterst rechtse econoom Milton Friedman. Het effect was uiteindelijk dat uit peilingen onder de Iraakse bevolking bleek dat in een periode van ongeveer zes maanden in plaats van 21% van de Iraakse bevolking ruim 70% haar voorkeur uitsprak voor een 'islamitische staat'; precies het tegenovergestelde van het beoogde doel. Het aantal doden door de Irakoorlog was een veelvoud van het aantal doden dat, naar alle waarschijnlijkheid, onder het schrikbewind van Saddam Hoessein zou zijn gevallen.
Toen Saddam Hoessein op 13 december 2003 gevangengenomen werd meldde Bremer dit aan de pers. Van hem kwam toen de wereldberoemde uitspraak: "Ladies and gentlemen, we got him!"